# Mahmoud Zakzouk

Mahmoud Zakzouk, 2004

Mahmoud Hamdy Zakzouk (arabisch محمود حمدي زقزوق Mahmud Hamdi Zaqzuq, DMG Maḥmūd Ḥamdī Zaqzūq; * 27. Dezember 1933 in Gouvernement ad-Daqahliyya; † 1. April 2020 in Ägypten) war ein ägyptischer Theologe und von 1996 bis Mitte Januar 2011 ägyptischer Stiftungsminister, d. h. Minister für religiöse Stiftungen. Sein offizieller Titel lautete in arabischer Sprache Wazīr al-Auqāf, auf Englisch Minister of Awqaf. Als solcher verwaltete er alle Stiftungen des islamischen Rechts. Er war gleichzeitig Präsident des Obersten Islamischen Rates der Arabischen Republik Ägypten. Für die Regierungsumbildung unter Ministerpräsident Ahmed Schafik am 29. Januar 2011 stellte sich Zakzouk gesundheitshalber nicht mehr zur Verfügung. Er war schon seit Jahren amtsmüde und nur auf dringenden Wunsch von Präsident Mubarak im Amt geblieben. In der religiösen Machthierarchie des Landes rangiert der Religionsminister als Nummer zwei hinter dem Großimam, seit März 2010 ist dies der Scheich der Azhar, Ahmed el-Tayeb.

## Leben
Zakzouk hat eine fundierte akademische Erziehung in Europa, u. a. in Deutschland, genossen. Er promovierte in Philosophie an der Universität München. Er sprach fließend Deutsch und war mit einer Deutschen verheiratet.
Er war seit 1968 Professor für Philosophie an der al-Azhar-Universität. Dort war er von 1987 bis 1995 Dekan der Fakultät für Islamische Theologie und 1995 deren Vizepräsident. Viele seiner wissenschaftlichen Publikationen zu Fragen der Philosophie, der Ethik, der Orientalistik, der Theologie und der Islamwissenschaften erfolgten in verschiedenen europäischen Sprachen. Durch seine Teilnahme an zahlreichen europäischen Tagungen, vor allem im Religions- und Kulturdialog, hat er sich im interreligiösen Dialog weltweit einen Namen gemacht.
Zakzouk war Präsident der Ägyptischen Philosophischen Gesellschaft, Mitglied der Islamischen Forschungsakademie in Kairo sowie Mitglied der Europäischen Akademie der Wissenschaften und Künste Salzburg. Er erhielt zahlreiche Auszeichnungen, u. a. den ägyptischen Staatspreis für Geisteswissenschaften 1997.

## Zakzouk zur Apostasie
Am 25. Oktober 2007 war Zakzouk Gast bei den Osnabrücker Friedensgesprächen. Nach Angaben der Internationalen Gesellschaft für Menschenrechte hatte Zakzouk zuvor in der Kontroverse um den vom Islam zum Christentum konvertierten Mohammed Hegazy auf der Legalität der Todesstrafe für Apostaten im Islam beharrt, woraufhin es zu Auseinandersetzungen im Vorfeld der Friedensgespräche kam. In einem Interview mit der Neuen Osnabrücker Zeitung bestritt Zakzouk die Vorwürfe.
In seinem Buch Fragen zum Thema Islam (2004) führte er zur Glaubensfreiheit im Islam aus, dass es Glaubens- und Meinungsfreiheit für jeden gebe, allerdings nur im privaten Bereich. Wer „[verkehrte] Gedanken, die im Widerspruch zu den Bekenntnissen und Moralauffassungen der anderen Mitmenschen stehen“, öffentlich verbreite, verstoße „damit gegen die allgemeine Ordnung des Staates, in dem er lebt, weil sich dadurch Zweifel unter seinen Mitbürgern ausbreiten, die zum Aufruhr führen können. Jeder, der sich so verhält, wird der Bestrafung unterworfen. Er kann sogar des Hochverrats angeklagt werden, der mit dem Tod bestraft wird, nicht weil er seinen Glauben abgelegt hat, sondern weil er durch seine Gedanken Verwirrung im Staat verbreitet und gegen seine Ordnung verstoßen hat.“

## Werke
- Zusammen mit Wolfgang Weirauch, Rabih Abou-Khalil, Wilhelm Maas, Annemarie Schimmel, Peter Scholl-Latour: Islamische Impressionen: Brücken zwischen Orient und Okzident. Flensburger Hefte, 2000 ISBN 3-926841-96-6
- Der Islam und Europa – ohne Dialog keine Zukunft. Robert Bosch Stiftung, Stuttgart 2002, ISBN 3-922934-72-2
- Ghazali und Descartes. Ein philosophischer Vergleich. (Interkulturelle Bibliothek, Band 104) Traugott Bautz, Nordhausen 2005 ISBN 3-88309-283-5
- Einführung in den Islam, Al-Ahram Commercial Press, Kairo 2000, ISBN 978-977-205-112-0